# Lockheed Lodestar
De Lockheed 18 Lodestar was een troepentransportvliegtuig uit het Tweede Wereldoorlog-tijdperk. Het prototype, dat voor het eerst vloog in 1939, was geconstrueerd uit een van de Lockheed L-14 Super Electra's van Northwest Airlines die waren teruggestuurd na enkele crashes van L-14's. De romp werd verlengd met 1,50 meter, waardoor er twee extra rijen met stoelen in pasten. Lockheed hoopte hierdoor dat het toestel economisch interessanter zou zijn voor de luchtvaartmaatschappijen. De Amerikaanse maatschappijen waren echter allemaal overgegaan tot de aanschaf van de Douglas DC-3 en Lockheed had moeite om het toestel in de VS te verkopen.
In het buitenland gingen de verkopen beter. Zo werden er 29 Lodestars gekocht door de regering van Nederlands-Indië. De grootste afnemers bij de luchtvaartmaatschappijen waren South African Airways (21), Trans-Canada Air Lines (12) en BOAC (9). Er zijn verschillende versies uitgekomen, met verschillende Pratt & Whitney- en Wright Cyclone-motoren.
In totaal zijn er 625 Lodestars in alle varianten gebouwd. Na de oorlog gingen de meeste terug in civiele dienst, veelal voor VIP-vervoer of voor het besproeien vanuit de lucht. Alleen al in de VS zijn er nog zo'n 10-15 Lodestars luchtwaardig.